# Attentato al Los Angeles Times
L'attentato al Los Angeles Times fu l'intenzionale esplosione del Los Angeles Times Building a Los Angeles, California, Stati Uniti, il primo ottobre, 1910, per opera di un membro del sindacato, appartenente all'International Association of Bridge and Structural Iron Workers (IW). L'esplosione originò un incendio che uccise 21 occupanti e ne ferì altrettanti 100. Fu denominato il "crimine del secolo" dal quotidiano Los Angeles Times, che occupava l'edificio. 

I fratelli John J. ("J.J.") e James Barnabas ("J.B.") McNamara furono arrestati nell'aprile del 1911 per il bombardamento. J.B. ha ammesso di aver piazzato l'esplosivo ed è stato condannato all'ergastolo. J.J. è stato condannato a quindici anni di carcere per aver attentato una fabbrica di ferro locale, e tornò all'IW come organizzatore. 

L'attentato rimane sia uno degli attacchi criminali che ha causato più morti nella storia degli Stati Uniti, sia il crimine più mortale ad essere processato in California.

## Sfondo
L'International Association of Bridge and Structural Iron Workers (IW) è stata costituita nel 1896. Dato che il lavoro era stagionale e la maggior parte dei lavoratori del ferro non erano qualificati, il sindacato rimase debole e gran parte dell'industria rimase disorganizzata fino al 1902. Quell'anno, l'IW vinse uno sciopero contro l'American Bridge Company, una filiale della società appena formata US Steel Corporation. American Bridge era l'azienda dominante nell'industria del ferro e nel giro di un anno l'IW non solo aveva organizzato quasi tutti i produttori di ferro statunitensi, ma aveva anche vinto contratti firmati che includevano clausole sindacali. I fratelli McNamara erano sindacalisti irlandesi americani. John (noto come J.J.) e suo fratello minore James (noto come J.B.) erano entrambi attivi nell'IW.

### Sciopero contro American Bridge Co.
Nel 1903, i funzionari di US Steel e American Bridge fondarono la National Erectors Association (NEA), una coalizione di datori di lavoro dell'industria siderurgica. L'obiettivo principale della NEA era promuovere l'open shop e aiutare i datori di lavoro a sconfiggere i sindacati nelle loro industrie. I datori di lavoro hanno utilizzato spie sindacali, agenti provocatori, agenzie investigative private e crumiri per impegnarsi in una campagna contro i sindacati. Le forze dell'ordine locali, statali e federali hanno collaborato a questa campagna, che spesso ha utilizzato la violenza contro i membri del sindacato.
Incitato dalla campagna dell'open shop, l'IW ha reagito eleggendo presidente il militante Frank M. Ryan e J.J. McNamara il segretario-tesoriere nel 1905. Nel 1906, l'IW colpì l'American Bridge nel tentativo di mantenere il contratto. Tuttavia, la campagna dell'open shop è stata un successo significativo. Nel 1910, la US Steel era quasi riuscita a cacciare tutti i sindacati dai suoi stabilimenti. Scomparvero anche i sindacati in altre aziende produttrici di ferro. Solo gli IW resistettero (sebbene lo sciopero all'American Bridge continuasse).